# Café coado
A água escoa através do café moído, 
do filtro de papel e é então coletada 
em um recipiente colocado abaixo 
de um suporte usado para 
infusão por gotejamento.

O café coado é feito despejando água quente nos grãos de café moídos e depois deixando fermentar. Existem vários métodos para fazer isso, incluindo o uso de um filtro, um coador e uma prensa francesa. Os termos usados para o café resultante geralmente refletem o método usado, como café feito por gotejamento, café filtrado, café derramado, café fabricado por imersão ou simplesmente café. A água penetra no café moído, absorvendo seus compostos químicos constituintes, e depois passa por um filtro. As borras de café usadas ficam retidas no filtro, enquanto o café coado é coletado em um recipiente como uma jarra, pote ou bule.

## História
Os filtros de café de papel foram inventados na Alemanha por Melitta Bentz em 1908 e são comumente usados para fermentação por gotejamento em todo o mundo. Em 1954 a Wigomat, inventada por Gottlob Widmann, foi patenteada na Alemanha sendo a primeira cafeteira elétrica por gotejamento. As cafeteiras por gotejamento substituíram o coador de café na década de 1970 devido à tendência dos coadores de extrair o café em excesso, tornando-o amargo. Um dos benefícios dos filtros de papel é que o pó usado e o filtro podem ser descartados juntos, sem a necessidade de limpar o filtro. Agora também são comuns os filtros permanentes, feitos de chapas finas de metal perfurado, malha plástica fina ou cerâmica porosa que retém a borra, mas permite a passagem do café, eliminando a necessidade de adquirir filtros separados que às vezes não são encontrados em algumas partes do o mundo. Estes aumentam a manutenção da máquina, mas reduzem o custo total e produzem menos desperdício.

## Características

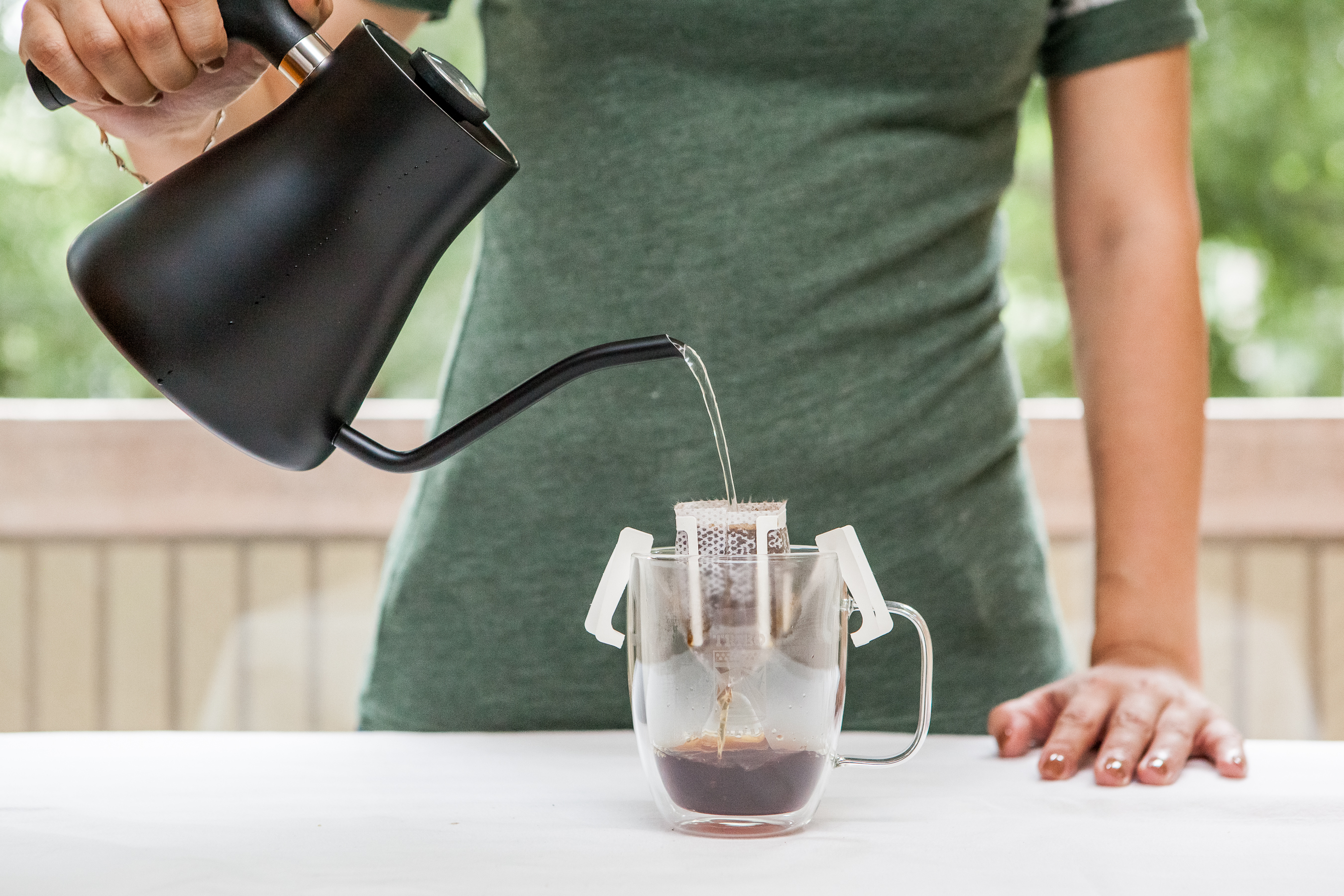
Café de gotejamento manual (derramamento).

A infusão com filtro de papel produz um café claro e encorpado. Embora livre de sedimentos, esse café carece de alguns óleos e essências do café; ele ficarem presos no filtro de papel. Filtros de metal não removem esses componentes.
Pode-se observar, principalmente quando se utiliza uma jarra alta e estreita, que o café na parte inferior da cafeteira é mais forte do que na parte superior. Isso ocorre porque menos sabor está disponível para extração do pó de café à medida que o processo de fermentação avança. Um argumento matemático foi feito de que a entrega de força comparável em duas xícaras de café é quase alcançada usando uma sequência de doses de Thue-Morse. Essa análise gerou um artigo caprichoso na imprensa popular.
Existem no mercado diversos dispositivos de gotejamento manual que oferecem um pouco mais de controle sobre os parâmetros de infusão do que as máquinas automáticas, e que incorporam válvulas de rolha e outras inovações que oferecem maior controle sobre o tempo de maceração e a proporção de café na água. Há também pequenos, portáteis, sachês de gotejamento de dose única que apenas seguram o coador e descansam em cima de uma caneca ou xícara, tornando-as uma opção popular para campistas e caminhantes do outback. A água quente é derramada e pinga diretamente no copo.
Uma forma menos familiar de preparação de café por gotejamento é o pote reversível ou "flip", geralmente conhecida como Napoletana.

## Impacto cultural
O Drip-O-lator é um pote de café patenteado para fazer café por gotejamento patenteado em 1921 e em 1930 e fabricado em Massillon, Ohio, ou Macon, Geórgia, Estados Unidos. A produção de Drip-O-lators cessou em meados do século XX. Os potes tornaram-se colecionáveis semelhantes aos bric-à-brac.
O café filtrado é fundamental para a cultura e o conhecimento do café japonês.

No sul da Índia, o café filtrado feito em casa é conhecido como Kaapi e faz parte da cultura local. A maioria das casas tem um filtro de café de aço inoxidável e a maioria das lojas vende grãos de café torrados e moídos na hora. Algumas marcas populares de café de filtro incluem Mysore café, Hill coffee (Suresh Healthcare), Cothas Coffee (Bangalore) e Narasu's Coffee (Salem). É comum no sul da Índia e na Louisiana adicionar um aditivo chamado chicória ao café para dar um aroma e sabor únicos.